# Jet Time
Jet Time — колишня данська регулярна та чартерна авіакомпанія зі штаб-квартирою у Каструпі, муніципалітет Торнбю, та головною базою в аеропорту Копенгагена та базою у Біллунні. Оголосила про банкрутство 21 липня 2020.

## Історія
Jet Time була заснована у березні 2006 року групою данських бізнесменів і здійснила перший рейс у вересні того ж року. Концепція бізнесу Jet Time передбачає фрахтування всього літака — іншими авіакомпаніями, туроператорами тощо.
З квітня 2017 року Jet Time володіє п'ятою часткою латвійської авіакомпанії AirBaltic.
Авіакомпанія оголосила про банкрутство 21 липня 2020 року після звільнення більшості своїх співробітників у червні через пандемію COVID-19. Однак авіакомпанія очікувала відновити діяльність після пандемії в рамках нової компанії, яка була створена 8 червня 2020 року під назвою Jettime. Активи Jet Time також мали бути передані Jettime, включаючи генерального директора Jet Time, низку ключових співробітників та п'ять літаків Boeing 737 Jet Time, для операцій, які планується відновити до 2022 року.  Згодом авіакомпанії було видано новий, окремий сертифікат авіаційного експлуатанта,  і операції відновилися в липні 2021 року. 

## Флот

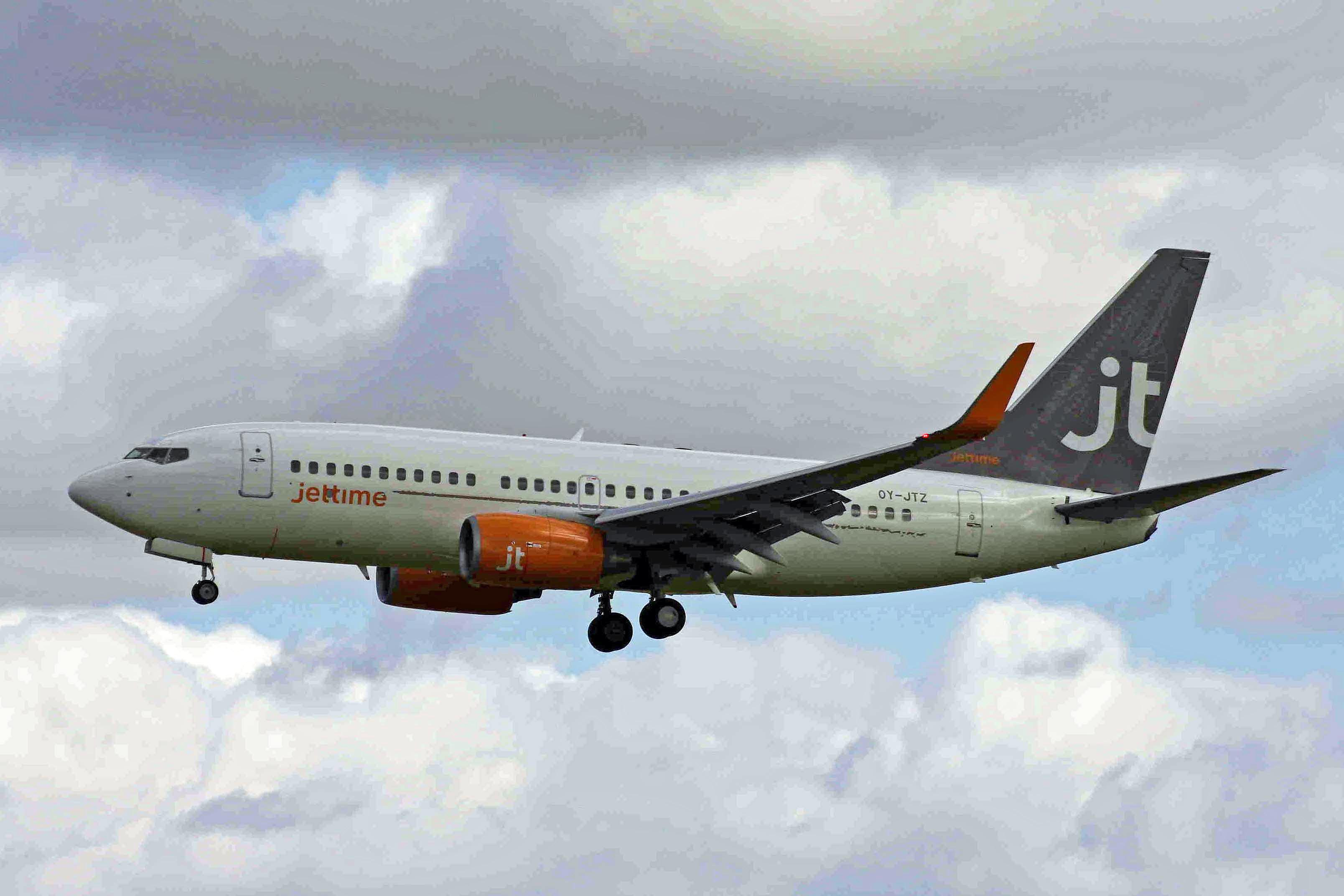
Jet Time Boeing 737—700

Флот на лютий 2020:
| Тип            | В дії | Замовлено | Пасажирів | Примітки                                         |  |
| -------------- | ----- | --------- | --------- | ------------------------------------------------ |  |
| Boeing 737—700 | 5     | —         | 148       | 1 під орудою Jettime Finland OY (на січень 2020) |  |
| Boeing 737—800 | 6     | —         | 189       |                                                  |  |
| Разом          | 11    | —         |           |                                                  |  |